# (100884) 1998 HB102
(100884) 1998 HB102 es un asteroide perteneciente al cinturón de asteroides, región del sistema solar que se encuentra entre las órbitas de Marte y Júpiter, descubierto el 25 de abril de 1998 por Eric Walter Elst desde el Observatorio de La Silla, Chile.

## Designación y nombre
Designado provisionalmente como 1998 HB102. 

## Características orbitales
1998 HB102 está situado a una distancia media del Sol de 2,229 ua, pudiendo alejarse hasta 2,593 ua y acercarse hasta 1,864 ua. Su excentricidad es 0,163 y la inclinación orbital 7,479 grados. Emplea 1215,55 días en completar una órbita alrededor del Sol.

## Características físicas
La magnitud absoluta de 1998 HB102 es 15,8. 